# Lillsjön (Ringarums socken, Östergötland, 646735-154169)
Lillsjön är en sjö i Valdemarsviks kommun i Östergötland och ingår i Söderköpingsån-Vindåns kustområde. Sjön har en area på 0,0429 kvadratkilometer och ligger 60 meter över havet.

## Delavrinningsområde
Lillsjön ingår i det delavrinningsområde (646904-154700) som SMHI kallar för Mynnar i havet. Medelhöjden är 51 meter över havet och ytan är 29,17 kvadratkilometer. Det finns inga avrinningsområden uppströms utan avrinningsområdet är högsta punkten. Avrinningsområdets utflöde mynnar i havet. Avrinningsområdet består mestadels av skog (72 procent) och jordbruk (16 procent). Avrinningsområdet har 0,49 kvadratkilometer vattenytor vilket ger det en sjöprocent på 1,7 procent.